# Konstantínos Georgakópoulos
Konstantínos Georgakópoulos (en grec moderne : Κωνσταντίνος Γεωργακόπουλος) est un homme politique grec né en 1890 et décédé en 1978. Il fut Premier ministre de Grèce de mars à mai 1958.